# Caenotus mexicanus
Caenotus mexicanus is een vliegensoort uit de familie van de venstervliegen (Scenopinidae). De wetenschappelijke naam van de soort is voor het eerst geldig gepubliceerd in 1994 door Nagatomi & Yanagida.